# Преображенская улица (Кропивницкий)
Преображе́нская у́лица — одна из центральных улиц в городе Кропивницком.
Преображенская улица — достаточно протяжённая, пролегает от площади Богдана Хмельницкого до улицы Генерала Родимцева (на Кущевке).
Пересекает улицы: Вячеслава Черновола, Большую Перспективную, Пашутинскую, Тарковского, Михайловскую, Архангельскую, Карабинерную, Кропивницкого, Одесскую, Петропавловскую, Александрийскую, Новгородскую, Акимовский пер., Канатную, Сечевых Стрельцов, Средний пер. и Жуковского.

## История
Возникла одной из первых в городе. Заселение началось ещё в 1752 году старообрядцами из Черниговской губернии. Несколько позже улице было присвоено название — Купеческая. Улица начиналась от торговых рядов (нынешний Центральный рынок), на углу с Невской улицей (сейчас Пашутинская) располагались все административные учреждения.
Улица сгорела при пожаре 1798 года и с XIX века застраивалась уже каменными зданиями. Одним из первых зданий была Преображенская церковь, построенная в 1813 году. Поэтому и улица в честь церкви стала называться Преображенской.
В 1919 году была переименована в честь Карла Либкнехта. Историческое название возвращено в 1994 году.
Остальная часть улицы (от Большой Перспективной в сторону Большой Балки) во 2-й половине XVIII в., после сооружения Успенского собора, стала Успенской.
В 1899 году по улице (в кварталах между нынешними ул. Тарковского и Александрийской) был проложен трамвайный путь линии № 2. Линия существовала до 1941 года.